# Beswan
Beswan es un pueblo y nagar Panchayat situado en el distrito de Aligarh en el estado de Uttar Pradesh (India). Su población es de 6278 habitantes (2011). 

## Demografía
Según el censo de 2011 la población de Beswan era de 6278 habitantes, de los cuales 3361 eran hombres y 2917 eran mujeres. Beswan tiene una tasa media de alfabetización del 75,34%, superior a la media estatal del 67,68%: la alfabetización masculina es del 84,69%, y la alfabetización femenina del 64,74%.